# Action publique (administration)
Pour les articles homonymes, voir Action publique.
L'action publique est un concept de sociologie politique qui désigne à la fois l'activité de gouvernement, le travail gouvernemental et l'action de gouverner.
En sociologie, la notion d'action publique est utilisée à la place de la notion de politique publique pour souligner la complexité de l'action de l'État et plus généralement de l'administration publique. À la différence de la notion de politique publique, la notion d'action publique est employée pour mettre en relief la question de la mise en œuvre des politiques publiques. L'objectif de cette approche, comme dans les science studies, est d'étudier ce que les acteurs font et non pas ce qu'ils disent qu'ils font.
Le concept est aussi utilisé dans l'administration. Par exemple, en 2012, le gouvernement de Jean-Marc Ayrault a créé le Secrétariat général pour la modernisation de l'action publique (SGMAP) et en 2017, le gouvernement d'Édouard Philippe a lancé le programme Action publique 2022.